# 酸化トリウム(IV)
酸化トリウム(IV)（さんかトリウム よん。英語: thorium(IV) oxide）は、化学式がThO2と表されるトリウムの酸化物である。

## 性質
ThO2は既知の酸化物の中で、最高の融点を有する。トリウムの酸化物としては、ThO2の他に、トリウムが+2価を取っているThOも知られている。ただ、トリウムは+4価の状態が化学的に比較的安定である事が知られている。トリウムが+4価の状態にある化合物のThO2は、化学的に安定である。しかし、トリウムには1つも安定核種が存在しない。したがって、化学的には安定であっても、トリウムの原子核が崩壊し、放射線を出して別な元素に放射性崩壊するため、僅かずつながらThO2は次第に減少してゆく性質も有する。もちろん放射線被曝も引き起こす。

## 人間とのかかわり
- かつて医療において、ThO2が血管造影剤（トロトラスト）として使用された事もあったものの、造影剤として投与してから10年以上経過した被験者に、肺や肝臓での悪性腫瘍が発生したとの報告が有る[6]。

- 1970年代までのカメラの高性能レンズには、酸化トリウムやウランを含むガラスが用いられていたことがあった。1979年時点でレンズメーカーなどに約6トンもの酸化トリウムが保管されていた[7][8]。ただし、トリウムを含むガラスは放射性の他に、黄変するという問題もあり、ランタノイドに取って代わられた。

- 1979年、神奈川県鎌倉市の事業家が空気清浄機や人造ラジウム温泉装置を製作しようと試み、無許可のまま自宅などに400kg近くの酸化ラジウムを保管。一部は屋外に野積みされていたことが発覚した。事業家は核原料物質、核燃料物質及び原子炉の規制に関する法律（原子炉等規制法）違反で神奈川県警察に逮捕された[9]。

- ガス灯のガスマントル、るつぼなどにも用いられた。

## 製造
酸化トリウム(IV)はシュウ酸トリウム(IV)の焙焼、または、硝酸トリウム(IV)の焙焼で得られる
。